# Poszukiwania geofizyczne
Poszukiwania geofizyczne – poszukiwania surowców oraz innych obiektów znajdujących się pod powierzchnią ziemi za pomocą badania właściwości fizycznych skał, np. gęstości, przenikalności magnetycznej, przewodności elektrycznej, przewodzenia fal sejsmicznych, przenikalności elektrycznej oraz radioaktywności. Z właściwościami tymi łączą się odpowiadające im metody badań geofizycznych. 

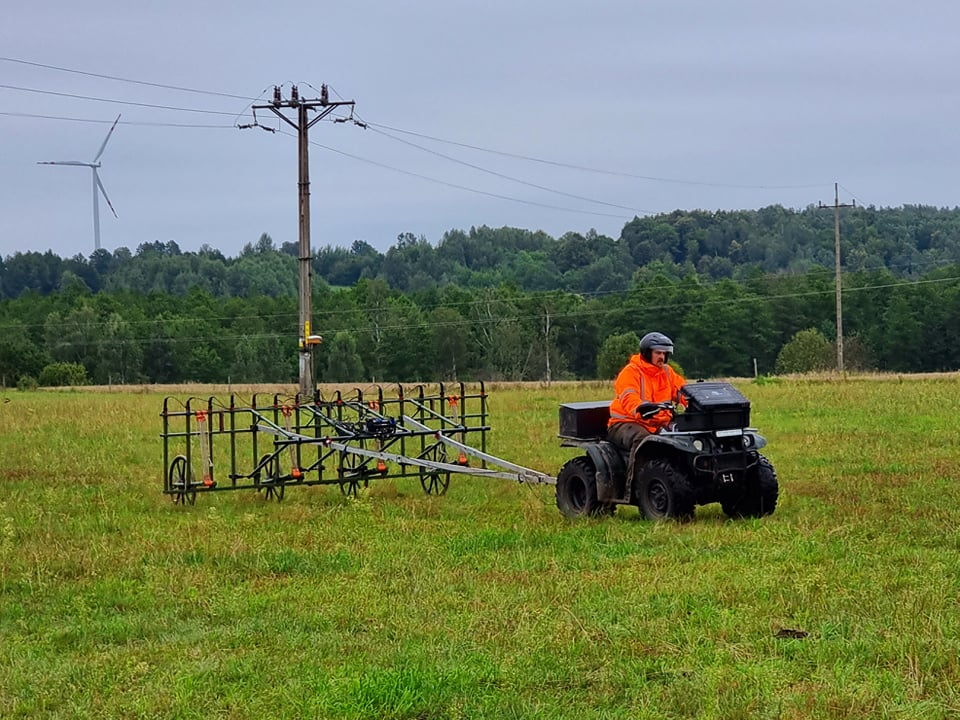
Pomiary magnetometrem transduktorowym - przykład poszukiwań geofizycznych

Są to metody:
1. magnetyczne
2. grawimetryczne
3. elektrooporowe
4. radiometryczne
5. sejsmiczne
6. radioaktywne